# Modi (Film)
Modi (Alternativtitel Modi – Three Days on the Wing of Madness, auch Modigliani) ist ein Filmdrama von Johnny Depp. Es handelt sich um eine Filmbiografie über den italienischen Zeichner, Maler und Bildhauer Amedeo Modigliani, gespielt von Riccardo Scamarcio. Der Film basiert auf einem Drama von Dennis McIntyre und nimmt sich kreative Freiheiten in der Darstellung von Modiglianis Leben. Modi feierte im September 2024 beim San Sebastian International Film Festival seine Premiere. Im November 2024 kam der Film in die italienischen Kinos.

## Handlung
In Paris im Jahr 1916, mitten im Ersten Weltkrieg. Der in Italien geborene Maler und Bildhauer Amedeo Modigliani, von seinen Freunden einfach Modi genannt, betrachtet sich selbst als Versager, sowohl in finanzieller Hinsicht, als auch was Kritiker über ihn sagen. Nur seine Geliebte Beatrice Hastings glaubt fest an sein Genie. Viel Zeit verbringt Modi mit seinen Freunden Maurice Utrillo und Chaim Soutine, die gerne gemeinsam in Übermaßen feiern. Beide sind, wie er selbst auch, recht verrückt, und Utrillo saß sogar einige Zeit in Irrenanstalten.
Eines Abends in einem angesagten Restaurant führt Modis Frustration zu skandalösem Verhalten, wobei er großen Schaden an den Räumlichkeiten anrichtet. Er flieht vor der Polizei und will mithilfe von Maurice und Chaim aus der Stadt entkommen. Er bittet den Kunsthändler Leopold Zborowski um Geld.

## Produktion

### Vorlage und Filmstab

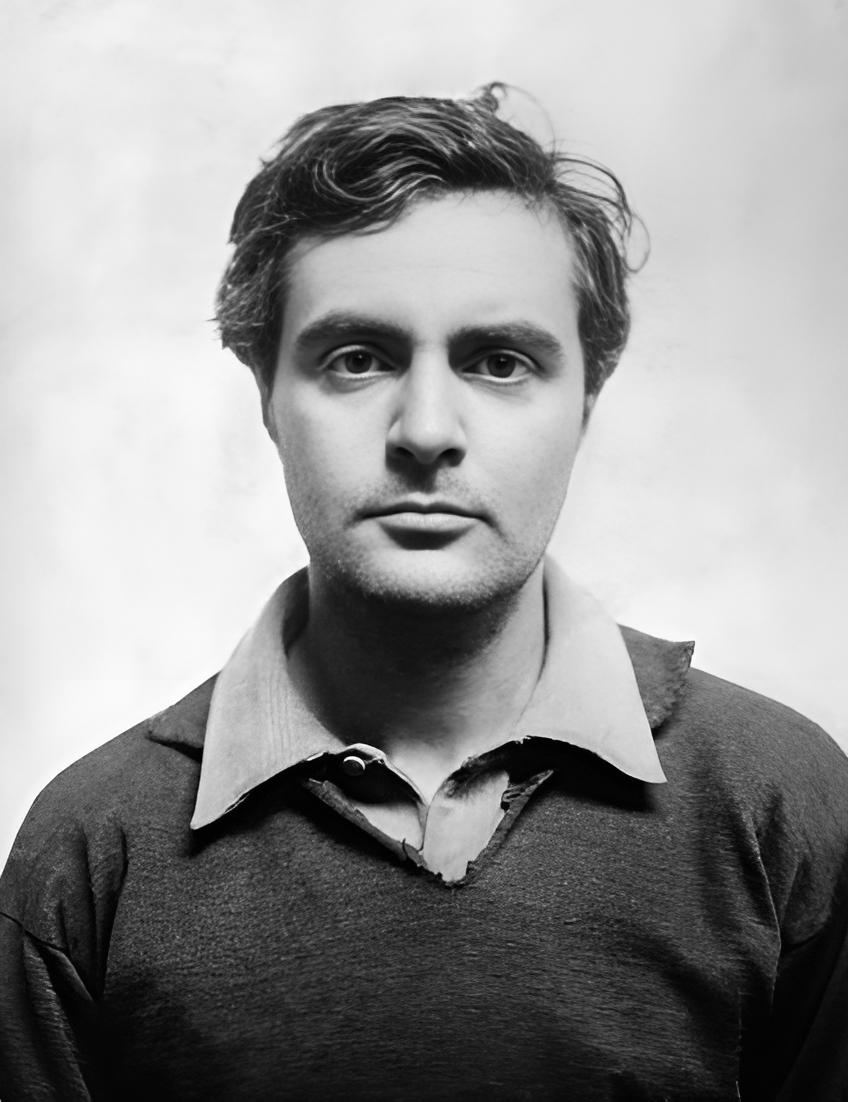
Der italienische Maler und Bildhauer Amedeo Modigliani

Der Film basiert auf dem Drama Modigliani von Dennis McIntyre, das 1980 Off-Broadway im Astor Place Theatre uraufgeführt wurde. Das Stück hatte McIntyre bereits 1978 geschrieben. Es deckt einen sehr kurzen Zeitraum von wenigen Tagen des Lebens Amedeo Modiglianis im Jahr 1916 ab und lässt einige der wichtigsten Weggefährten des Malers in Erscheinung treten. Häufig geraten diese Miteinander in Streit. Jana J. Monji schrieb in der Los Angeles Times über das Stück, McIntyre habe in Modigliani ein Porträt des italienischen Malers mit schwarzem Humor gezeichnet und dabei alle romantischen Vorstellungen über gequälte Künstler beiseite geschoben. McIntyre wurde in Detroit geboren und besuchte die University of Michigan wie auch die Carnegie-Mellon University. Er erhielt unter anderem den Avery and Jule Hopwood Award für Dramatik und Dichtung, zwei Shubert Fellowships für Schauspieldichtung und ein Rockefeller Grant für Regie. McIntyre starb 1990, 70 Jahre nach dem Tod von Modigliani im Alter von 35 Jahren.
Sein Drama Modigliani wurde von Jerzy Kromolowski und seiner Ehefrau Mary Olson-Kromolowski für den Film adaptiert. Gemeinsam waren sie in der Vergangenheit für Filme wie Das Versprechen von Sean Penn aus dem Jahr 2001 und Mord in Louisiana von Bertrand Tavernier aus dem Jahr 2009 tätig. Modi erhebt keinen Anspruch auf biografische Genauigkeit. So lernte Modigliani den Kunsthändler Léopold Zborowski erst 1916 kennen.
Regie führte Johnny Depp. Es handelt sich bei Modi nach  The Brave von 1997, in dem er selbst die Hauptrolle übernommen hatte, und Unloveable von 2009 um seinen dritten Spielfilm als Regisseur. Er will den Film nicht als Filmbiografie verstanden wissen. Depp widmete Modi dem britischen Rockgitarristen Jeff Beck.

### Besetzung und Dreharbeiten

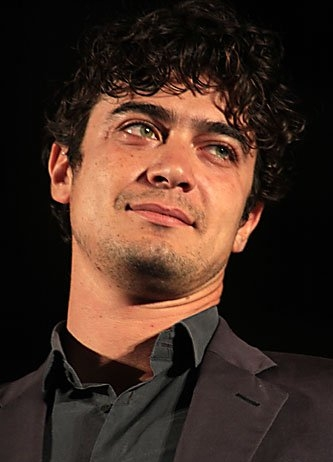
Riccardo Scamarcio spielt in der Titelrolle Amedeo Modigliani

Riccardo Scamarcio, bekannt aus Filmen wie Loro – Die Verführten und Der Schatten von Caravaggio, spielt in der Titelrolle den Zeichner, Maler und Bildhauer Amedeo Modigliani, von seinen Freunden „Modi“ genannt. Antonia Desplat, die Tochter des Filmkomponisten Alexandre Desplat, spielt seine aus Großbritannien stammende Muse und Geliebte Beatrice Hastings und Bruno Gouery und Ryan McParland seine Freunde Maurice Utrillo und Chaim Soutine. Der Brite Stephen Graham ist in der Rolle des Kunsthändlers Leopold Zborowski zu sehen. Die Italienerin Luisa Ranieri spielt Rosalie Tobia, die Besitzerin eines italienischen Cafés in Paris, die Modigliani einst malte. Weitere Rollen übernahmen der Franzose Benjamin Lavernhe und der US-amerikanische Oscar-Preisträger Al Pacino. Letzterer spielt den Kunstsammler Maurice Gangnat. Er war ursprünglich als Regisseur des Films im Gespräch und schlug Depp vor, dies zu tun.
Die Dreharbeiten fanden von Ende September 2023 bis Februar 2024 in Budapest, Turin und Paris statt. Budapest diente dem Paris der 1910er Jahre als Kulisse. Hier drehte man unter anderem im Stadtwäldchen / den Károlyi-Gärten, in der Budaer Burg und in der Andrássy út. Teile des Films sind in Schwarzweiß gedreht. Diese würden wie unrestaurierte Fragmente von Stummfilmen aussehen, so Stephanie Bunbury in ihrer Kritik. Als Kameramänner fungierten der Pole Dariusz Wolski und der Italiener Nicola Pecorini. Letzterer ist unter anderem für seine Arbeit an den Filmen The Man Who Killed Don Quixote und Unsere Lehrerin, die Weihnachtshexe bekannt.

### Filmmusik und Veröffentlichung
Die Filmmusik komponierte Sacha Puttnam, der Sohn des Filmproduzenten David Puttnam. Zudem verwendet der Film Songs von The Velvet Underground und Tom Waits und Musik der britischen Cabaret-Beat-Combo The Tiger Lillies. Das Soundtrack-Album mit insgesamt 33 Musikstücken wurde Anfang Juli 2025 von Cadiz Entertainment als Download veröffentlicht. Am 12. September 2025 soll es als CD erscheinen.
Die Premiere des Films fand am 24. September 2024 beim San Sebastian International Film Festival statt. Der Kinostart in Italien war am 21. November 2024.

## Rezeption

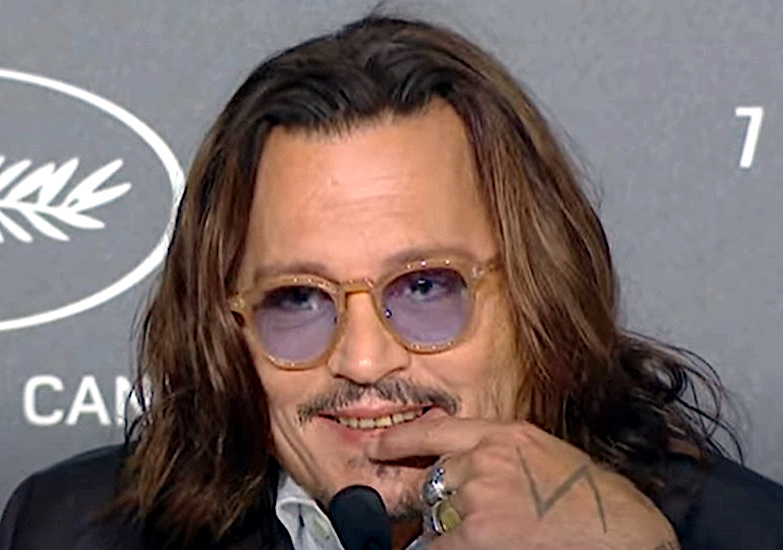
Regie führte der Schauspieler Johnny Depp

Guy Lodge erklärt in seiner Kritik für Variety, das Drehbuch von Jerzy Kromolowski und Mary Olson-Kromolowski erhebe keinen Anspruch auf historische Authentizität, sondern beschwöre stattdessen den Geist seines Subjekts in einem fiktiven dreitägigen Zeitraum seines Lebens im Paris des Ersten Weltkriegs herauf. Johnny Depps Film sei von Dariusz Wolski, Nicola Pecorini und David Warren großartig gedreht und gestaltet mit seiner passend Modigliani-artigen Farbpalette aus Ocker- und Brauntönen. Modi sei gelungener als Depps vorherige Filme, vielleicht weil er sich dafür entschied, diesmal hinter der Kamera zu bleiben, so Lodge, denn die charismatische Darstellung von Riccardo Scamarcio in der Titelrolle sei die eigentliche Stärke des Films.
Stephanie Bunbury bemerkt in ihrer Kritik für deadline.com zu der im Mittelpunkt stehenden romantischen Beziehung von Modi und Beatrice Hastings, die von Antonia Desplat gespielt wird, diese sei eine zwischen Gleichgestellten, wie man sie in der Filmwelt noch immer bedrückend selten zwischen Männern und Frauen sehe. Eine herausragende Szene gebe es auch mit Al Pacino, der den vermögenden Sammler Maurice Gangnat spielt, dem es mit winzigen, jedoch perfekten Gesten in dieser Rolle gelinge, den Geschäftssinn und die Stellung der Plutokraten in der Kunstwelt verständlich zu machen.